# Förhistoriska pålhus i Alperna
Förhistoriska pålhus i Alperna är ett världsarv bestående av ett antal förhistoriska pålhus på olika platser i Alperna uppförda från omkring 5000 till 500 f.Kr. intill sjöar, floder eller våtmarker. 111 platser i Frankrike, Italien, Schweiz, Slovenien, Tyskland och Österrike är med i listan. 55 av dessa ligger i Schweiz.
Utgrävningar, som endast gjorts på några av platserna, har gett inblick i hur folk levde i Alperna under neolitisk tid och bronsåldern och hur människor interagerade med miljön omkring. Enligt nomineringen är bosättningarna en grupp unika exceptionellt välbevarade och kulturellt rika fornminnen, som är en av de viktigaste källorna när det gäller studier av tidiga jordbrukssamhällen i regionen.

## Pålhusens upptäckt
Pålbosättningarnas upptäckt kan härledas till 1854. Vintern 1853 hade varit ovanligt kall och torr, och vattenståndet i sjöar och floder sjönk drastiskt. I Zürichsjön sjönk vattenståndet 30 centimeter under det tidigare lägst kända från 1674. Bönderna i trakten av Obermeilen utnyttjade tillfället att försöka valla in den grunda havsviken utanför sin by och börja odla upp bottenslammet. Vid arbetet påträffade vid detta arbete en hel skog av pålar, 30 centimeter ifrån varandra i ett 400 meter brett bälte. Liknande pålskogar hade tidigare påträffats i de schweiziska sjöarna, utan att man förstått vad det var. Det äldsta dokumenterade fyndet härrör från 1472. Det här området var dock större än något man tidigare påträffat. Snart började man även hitta fynd i gyttjan: ben, flintbitar och bearbetat trä. Till en början brydde man sig inte mycket om fynden, men så började armringar och yxor i brons att dyka upp. Man kontaktade nu byskolläraren Johannes Aeppli, som uppmanade bönderna att ta tillvara alla föremål som tillverkats av människohand, och deltog själv i arbetet med att plocka upp föremål. Han skrev även ett brev till ordföranden för Antikvariska sällskapet i Zürich, Ferdinand Keller, som snart var på plats med en stab arkeologer.
Några systematiska utgrävningar hade man inte möjlighet att utföra, utan halva laget sökte igenom leran efter fynd, och den andra halvan stakade omkring i det grunda vattnet med flatbottnade båtar och fiskade upp föremål från det grunda vattnet. Man påtfräffade flintyxor med hjorthornsskaft, skrapor med träskaft. Träföremålen väckte mest uppseende, liksom fragment av flätade korgar och mattor, liksom rester, av nät, rep och till och med textilier. Vid midsommartid när vattnet började stiga i sjön tvingades man dock avbryta arbetet. Redan på hösten samma år kom Kellers första rapport, där han beskrev fyndet som en by på pålar, från övergången mellan sten- och bronsåldern.
Nyheten om de sensationella fynden spred sig snabbt, och snart påträffades fler liknande boplatser. Vid sin andra rapport 1858 kunde Keller beskriva ett dussin liknande boplatser. 1858 påbörjades även utgrävningen av den kanske mest kända boplatsen, Robenhausen vid sjön Pfäffikersee. Vid utloppet från sjön i Ustermer Aa ligger byn Robenhausen och ett spinneri, där vattenkraften från ån utnyttjades för att driva spinneriet. Under århundradena hade sjön börjat växa igen och förtorvas. Vintern 1857 hade man börjat med att fördjupa och räta ån, och då man skar igenom en flodkrök stötte man på pålrader av det nu välkända slaget. I Robenhausen bodde den mycket arkeologiintresserade lantarbetaren Jakob Messikommer. Han hade 1857 påträffat en förhistorisk grav och i samband med detta tagit tillvara fynden och sänt dem till Keller. Keller hade som tack skickat honom ett exemplar av sitt arbete om pålbyggnadsboplatserna, där han antagit att en sådan boplats mycket väl kunde ligga vid Pfäffikersees stränder. Messikommer rapporterade in fyndet till Keller. Därefter köpte han marken på båda sidor om kanalen för alla sina besparingar. Under närmare 50 år framåt grävde han sedan systematiskt ut boplatsen. Boplatsen här visade sig ha tre tydliga bebyggelsefaser, då boplatsen brunnit ned. Genom de tydliga kollagren kunde boplatsens tre faser tydligt hållas isär. Bland fynden framkom keramik, yxor och knivar i flinta och annan sten med trä och hornskaft, mejslar, prylar och nålar av ben och horn, harpuner och spjutspetsar i ben, pilspetsar av flinta, vävtyngder i sten, sländor av trä, liksom sänken och nätflöten, träskålar och skopor med mera.
Allt fler boplatser upptäcktes. Överste Friedrich Schwab hade 1863 ensam upptäckt hela 46 boplatser. 1879 upptog Kellers åttonde byrapport 161 olika undersökta boplatser, samt ytterligare några osäkra. Snart upptäckte även tyska forskare ett flertal liknande boplatser vid Bodensjön. Även i Norditalien påträffade man flera boplatser. Där visade sig även vissa torvmosseboplatser som sedan länge varit känd vara pålbyar av Robenhausens typ. Senare påträffades boplatser även i östra Frankrike och Österrike.